# Мансфилд (район, Ноттингемшир)
Мансфилд (англ. Mansfield) — неметрополитенский район (англ. non-metropolitan district) в церемониальном графстве Ноттингемшир в Англии. Административный центр — город Мансфилд.

## География
Район расположен в западной части графства Ноттингемшир, граничит с графством Дербишир.

## Состав
В состав района входят 1 город:
- Мансфилд

и 2 общины (англ. civil parish):
- Мансфилд Вудхаус
- Уорсоп